# Theonomos
Theonomos (altgr. Θεόνομος = Gottesordnung, lat. Theonomus), der Priester des Apollon Karneios, war der fünfte Karneenpriester, der über Sikyon regierte. Nach Eusebius von Caesarea regierte er 9 Jahre, nach Sextus Iulius Africanus nur eins. Amphigyes folgte ihm in der Regierung.